# Неявне блокування (шаблон проєктування)
Неявне блокування (англ. Implicit Lock) — шаблон проєктування, який пропонує винести блокування на глобальний рівень.

## Опис
Будь-яка схема блокування корисна лише в тому випадку, якщо в ній не зроблено "проколів". Якщо забути накласти блокування, тоді вся схема блокування є марною. Якщо забути звільнити ресурс, він буде заблокований, що приведе до погіршення продуктивності аплікації. Застосування блокування запису, замість блокування читання призведе до використання застарілих даних, а невірне використання версії — до небажаних змін даних іншим користувачем. Окрім цього, механізм паралельного доступу важко тестувати через, що помилки в блокуванні можуть бути не замічені в тестах.
Щоб уникнути помилок розробників під час накладання блокування, даний шаблон пропонує  винести блокування на глобальний рівень. Таким чином, можна один раз описати логіку блокування, яка буде застосовуватись до усіх транзакцій у системі (чи лише до необхідних), або ж скористатись вбудованим механізмом, що пропонує фреймворк.

## Реалізація
Реалізуємо неявне блокування за допомогою декораторів. Головна їх перевага, в тому, що об'єкт до яких вони застосовуються навіть не підозрює про зміни у своїй функціональності.
```
interface
 
IUserRepository

{

    
User
 
GetUser
(
int
 
id
);

}

class
 
UserRepository
 
:
 
IUserRepository

{

    
public
 
User
 
GetUser
(
int
 
id
)

    
{

       
return
 
db
.
Users
.
Find
(
id
);

    
}

}

class
 
ConcurrentUserRepository
 
:
 
IUserRepository

{

    
public
 
User
 
GetUser
(
int
 
id
)

    
{

       
// оскільки в межах сеансу може відбуватись пошук одного і того самого об'єкту декілька разів

       
// перевіряємо чи у сеансу вже є блокування на даний ресурс

       
LockKey
 
lockKey
 
=
 
LockKey
.
Build
(
_appSessionManager
.
GetSessionId
(),
 
id
.
ToString
());

       
_lockService
.
AcquireLock
(
lockKey
);

       
try

       
{

          
return
 
_userRepository
.
GetUser
(
id
);

       
}

       
finally

       
{

          
_lockService
.
ReleaseLock
(
lockKey
);

       
}

    
}

}

```

Тоді при використанні сервісу ми не задумуватимемось про блокування.
```
var
 
userRepository
 
=
 
new
 
ConcurrentUserRepository
(
new
 
UserRepository
());

// ресурс неявно блокується

var
 
user
 
=
 
userRepository
.
GetUser
(
19
);

```